# 许万平
许万平（1961年4月11日—），重庆市人，中国异议人士。从1980年代开始从事推动中国民主的运动。先后三被判刑和劳教，累计长达23年，已在重庆监狱累计服了20年的刑期。1989年六四事件后，许万平因筹建“中国行动党”，被判入狱8年，剥夺政治权利5年。1998年10月14日，当局以所谓“扰乱社会秩序罪”，行政拘留许万平15天。获释后，许万平在12月14日被判劳教3年。2005年12月，许万平又被当局以“煽动颠覆国家政权罪”，判刑12年，剥夺政治权利4年。2014年4月29日，他在服刑九年后出狱。

## 中国民主党
中国民主党由许万平创立，成立之初2人，另外1人是其妻陈贤英，后发展当地村民19名，并成立临时政府，许万平自封主席，陈贤英任组织部长。许万平入狱后，该党分崩瓦解，后继无人。

## 出狱生活
许万平出狱引起民运人士高度关注，并积极拉拢，但据许万平妻子透露，许只想好好的过生活，不问世事，安享晚年。